# رونی پترشون
رونی پترشون (سوئدی: Ronney Pettersson; ۲۶ آوریل ۱۹۴۰ – ۲۶ سپتامبر ۲۰۲۲) بازیکن فوتبال اهل سوئد بود.
از باشگاه‌هایی که در آن بازی کرده‌است می‌توان به باشگاه فوتبال دیورگاردن اشاره کرد.
وی همچنین در تیم‌های ملی فوتبال زیر ۲۳ سال سوئد و و سوئد بازی کرده‌است.